# Rósa Samuelsen
Rósa Samuelsen (1959. december 22.) feröeri politikus, a Sambandsflokkurin tagja. 2008-tól 2011-ig szociális miniszter volt.

## Pályafutása
Hivatali és takarékpénztári végzettsége van.
1999–2000-ig Sandavágur község tanácsának tagja volt, majd 2001-ben a község polgármesterévé választották. 2005-től Føroya Kommunufelag elnöke volt. Ettől a tisztségétől akkor vált meg, amikor 2008-ban a Løgting tagjává választották. Ugyanez év szeptemberétől Kaj Leo Johannesen első kormányának szociális minisztere; ekkor mondott le polgármesteri tisztségéről. A miniszteri posztot 2011. november 14-ig töltötte be.

## Magánélete
Szülei Erla és Sólfinn J. Simonsen Tórshavnból. Férjével, Heðin Samuelsennel és három gyermekükkel Sandavágurban él.

## Fordítás
- Ez a szócikk részben vagy egészben a Rósa Samuelsen című norvég Wikipédia-szócikk ezen változatának fordításán alapul.  Az eredeti cikk szerkesztőit annak laptörténete sorolja fel. Ez a jelzés csupán a megfogalmazás eredetét és a szerzői jogokat jelzi, nem szolgál a cikkben szereplő információk forrásmegjelöléseként.